# Daca (zila)
Daca (en bengalí: ঢাকা জেলা) es un zila o distrito de Bangladés que forma parte de la división de Daca.
Comprende cinco upazilas en una superficie territorial de 1.439 km² : Dhamrai, Dohar, Keraniganj, Nawabganj y Savar.
La capital es la ciudad de Daca.

## Upazilas con población en marzo de 2011[2]
- Adabor 203,989
- Badda 536,621
- Bangshal 186,952
- Biman Bandar 10,626
- Cantonment 131,864
- Chawkbazar 156,147
- Dakshinkhan 255,931
- Darus Salam 159,139
- Demra 226,679
- Dhamrai 412,418
- Dhanmondi 147,643
- Dohar 226,439
- Gendaria 137,721
- Gulshan 253,050
- Hazaribagh 185,639
- Jatrabari 443,601
- Kadamtali 370,895
- Kafrul 396,182
- Kalabagan 118,660
- Kamrangirchar 93,601
- Keraniganj 794,360
- Khilgaon 327,717
- Khilkhet 130,053
- Kotwali 62,087
- Lalbagh 369,933
- Mirpur 500,373
- Mohammadpur 355,843
- Motijheel 210,006
- Nawabganj 318,811
- New Market 49,523
- Pallabi 596,835
- Paltan 59,639
- Ramna 200,973
- Rampura 224,079
- Sabujbagh 376,421
- Savar 1,385,910
- Shah Ali 115,489
- Shahbagh 68,140
- Sher-e-Bangla Nagar 137,573
- Shyampur 184,062
- Sutrapur 211,210
- Tejgaon 146,732
- Turag 157,316
- Uttara 179,907
- Uttar Khan 78,933

## Demografía
Según estimación 2010 contaba con una población total de 12.412.037 habitantes.